# Árpádbrücke
Die Árpádbrücke (ungarisch Árpád híd) ist eine der neun Straßenbrücken über die Donau in Budapest. Mit einer Länge von 928 Metern verbindet sie die Stadtteile Pest und Buda für den Straßen- und Straßenbahnverkehr. Dabei berührt sie den nördlichen Ausläufer der Margareteninsel und den südlichen Zipfel der Óbudainsel.
1950 wurde das Bauwerk als Sztálin híd (Stalinbrücke) eingeweiht. Im Zuge der Entstalinisierung erhielt es 1956 seinen heutigen Namen. Damit ehrte die Stadt den Großprinzen Árpád, der als führende Gestalt nach der ungarischen Landnahme und Begründer der Árpáden-Dynastie gilt.

## Geschichte
Bereits im Jahre 1903 hatte die Budapester Stadtverwaltung ein Memorandum zum Bau einer Brücke an dieser Stelle verabschiedet. Doch erst im Jahr 1929 fand ein Architekturwettbewerb statt, aus dem als Siegerentwurf eine Balkenbrücke hervorging. Zehn Jahre später konnte der Bau beginnen, 1943 kam es jedoch durch die Auswirkungen des Zweiten Weltkrieges zum Stillstand der Arbeiten. Schließlich wurde die Donauquerung 1950 endgültig fertiggestellt. Geldmangel führte aber dazu, dass sie nicht in der veranschlagten Breite gebaut wurde. Erst von 1981 bis 1984 erfolgte eine nachträgliche Verbreiterung der Brücke von 13 auf 26 Meter.